# Bolsa de Valores de Asunción
Die Bolsa de Valores de Asunción (BVA) ist eine Wertpapierbörse in Asunción, der Hauptstadt Paraguays.

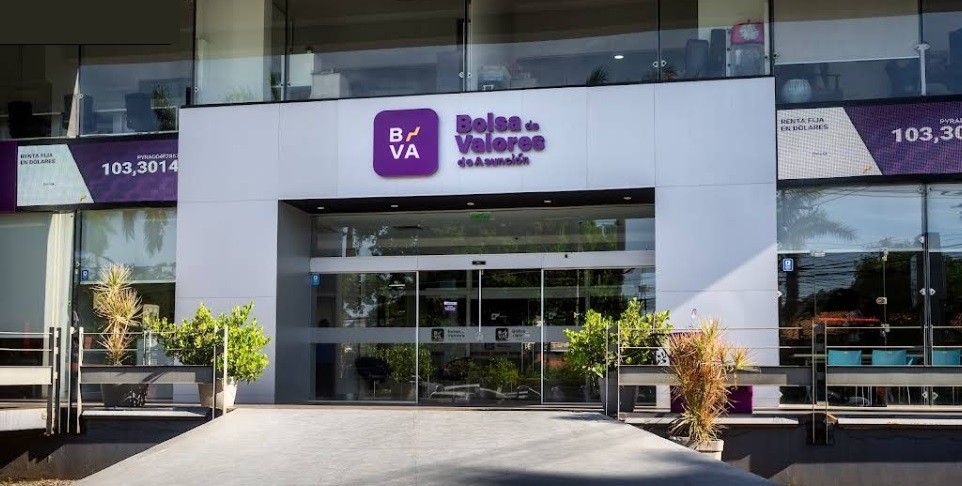
Zentrale der Bolsa de Valores de Asunción

## Geschichte
Die Bolsa de Valores de Asunción (BVA), damals bekannt als Bolsa de Valores y Productos de Asunción (BVPASA), wurde am 28. September 1977 von der Cámara Nacional de Comercio y Servicios del Paraguay (Nationale Handels- und Dienstleistungskammer Paraguays) gegründet. Nach einer langen Zeit ohne Marktaktivität wurde 1991 das Gesetz Nr. 94/91 über den paraguayischen Aktienmarkt verabschiedet, das gesetzliche Anforderungen für die Durchführung von Marktaktivitäten festlegt.

## Mitgliedschaften
Die Börse ist Mitglied in:
- Ibero-American Federation of Exchanges[2]
- Sustainable Stock Exchanges Initiative